# Rewa Province
Rewa Province är en provins i Fiji.   Den ligger i divisionen Centrala divisionen, i den centrala delen av landet, 13 km nordväst om huvudstaden Suva. Antalet invånare är 100 787. Rewa Province ligger på ön Viti Levu.